# Balinghe-Brücke
Die Balinghe-Brücke (chinesisch 坝陵河大桥, Pinyin Balinghe daqiao) ist eine Hängebrücke bei Guanling in der südwestchinesischen Provinz Guizhou. Sie führt die Autobahn Shanghai–Kunming (G 60) bzw. deren Abschnitt zwischen Guiyang (Provinz Guizhou) und Kunming (Provinz Yunnan) in einer Höhe von 370 m über den Fluss Balinghe (坝陵河). Sie gehört damit zu den höchsten Brücken der Welt.
Die am 23. Dezember 2009 für den Verkehr freigegebene Brücke ist insgesamt 2237 m lang und 28 m breit. Sie hat eine Spannweite von 1088 m – ein bewusst gewähltes Maß, da die „8“ in China Glück und Wohlstand verheißt. Die beiden Stahlbeton-Pylone sind 204 m und 189 m hoch. Der Fahrbahnträger zwischen den Pylonen besteht aus einer stählernen Fachwerkkonstruktion mit einer Bauhöhe von 10 m. Um Schwingungen des Fahrbahnträgers zu vermeiden, wurden an ihm zusätzlich aerodynamisch geformte Windbleche angebracht. Die Fahrbahnträger außerhalb der Pylone sind durch Stahlbeton-Pfeiler gestützt und deshalb nicht durch Hänger mit den Tragseilen verbunden. Die erste Seilverbindung über das Tal wurde 2007 mit einem kleinen ferngesteuerten Prallluftschiff (Blimp) hergestellt.
Am 21. Juli 2012 fand auf der Balinghe-Brücke Chinas erstes Base-Jumping-Event statt.